# Polystachya golungensis
Espèce
Synonymes
- Dendrorchis golungensis (Rchb. f.) Kuntze[1]
- Dendrorkis golungensis (Rchb.f.) Kuntze[1]
- Polystachya coriacea Rolfe[1]
- Polystachya johnsonii Kraenzl.[1]
- Polystachya mayombensis De Wild.[1]
- Polystachya spiranthoides Kraenzl.[1]

Polystachya golungensis est une espèce de plantes de la famille des Orchidées et du genre Polystachya, présente dans plusieurs pays d'Afrique tropicale.